# REBOOT!!
『REBOOT!!』（リブート）は、かつてKiss-FM KOBEで放送されていたラジオ番組。2010年4月2日に放送が開始した。この番組の前番組はJFN製作番組である『FRIDAY GOES ON!〜あっ、それいただき〜』だった。

## 概要
金曜日の午後、なつかしのナンバーから最新の曲まで、番組独自にセレクトし、ターザン山下のトークで盛り上げる。なお、2010年5月7日の放送では、オープニングに『Kiss MUSIC PRESENTER』のサウンドクルー・藤原岬が登場した。また、同年8月13日の放送でもオープニングに藤原が登場した。そして、2011年1月14日の放送では『4 SEASONS』のサウンドクルー・RIBEKAが登場し、ターザン山下の前でスマートフォンを操作し、ターザンが「僕もちょっとだけ触らして〜。」と発言している。

## サウンドクルー(DJ)
- ターザン山下

## タイムテーブル
- 13:50　万葉倶楽部の勝手に応援し（隊）た〜い!
- 13:53　TRAFFIC
- 14:15　Kiss FM HOME DOCTOR
- 14:20　ターザン堂
- 14:55　まめちくフライデー（TOKYO FMをキーステーションに全国38局ネット）(スケジュール上では事実上の内包番組）

## 公開生放送
- 第1回 2011年7月29日　REBOOT!! In 須磨ビーチ［yellow tail］スペシャル